# Plotosus fisadoha
Plotosus fisadoha är en fiskart som beskrevs av Ng och Sparks 2002. Plotosus fisadoha ingår i släktet Plotosus och familjen Plotosidae. Inga underarter finns listade i Catalogue of Life.